# Karatmanovo
Karatmanovo (en macédonien Каратманово) est un village du centre de la Macédoine du Nord, situé dans la municipalité de Lozovo. Le village comptait 520 habitants en 2002.

## Démographie
Lors du recensement de 2002, le village comptait :
- Macédoniens : 515
- Turcs : 5